# 일반 감각
의학이나 해부학에서 일반 감각 (general sense)은 특수 감각인 시각이나 청각처럼 특정 구조에 묶여 있는 것이 아니라 촉각, 온도, 배고픔 등 몸 전체에 흩어져 있는 수용체에 의해 인지되는 감각이다. 흔히 일반적인 감각은 특정 충동과 연관되어 있다. 즉, 감각은 감각을 감소시키기 위한 행동의 변화를 일으킬 것이다.

## 같이 보기
- 특수 감각